# Binche-Chimay-Binche 2022
La Binche-Chimay-Binche 2021 - Mémorial Frank Vandenbroucke, venticinquesima edizione della corsa e valida come prova dell'UCI Europe Tour 2022 categoria 1.1, si svolse il 4 ottobre 2022 su un percorso di 198,6 km, con partenza e arrivo da Binche, in Belgio. La vittoria fu appannaggio del francese Christophe Laporte, il quale completò il percorso in 4h26'16", alla media di 44,752 km/h, precedendo il norvegese Rasmus Tiller e il belga Greg Van Avermaet.
Sul traguardo di Binche 110 ciclisti, dei 167 partenti, hanno portato a termine la competizione.

## Squadre e corridori partecipanti
| N.      | Cod. | Squadra                     |
| ------- | ---- | --------------------------- |
| 1-7     | QST  | Quick-Step Alpha Vinyl Team |
| 11-17   | LTS  | Lotto Soudal                |
| 21-27   | IWG  | Intermarché-Wanty-Gobert    |
| 31-37   | ACT  | AG2R Citroën Team           |
| 41-47   | GFC  | Groupama-FDJ                |
| 51-56   | COF  | Cofidis                     |
| 61-67   | IPT  | Israel-Premier Tech         |
| 71-76   | BEX  | Team BikeExchange-Jayco     |
| 81-87   | TJV  | Jumbo-Visma                 |
| 91-97   | TFS  | Trek-Segafredo              |
| 101-107 | UAD  | UAE Team Emirates           |
| 111-117 | ARK  | Team Arkéa-Samsic           |
| 121-127 | ADC  | Alpecin-Deceuninck          |

| N.      | Cod. | Squadra                           |
| ------- | ---- | --------------------------------- |
| 131-137 | BWB  | Bingoal Pauwels Sauces WB         |
| 141-147 | HPM  | Human Powered Health              |
| 151-157 | SVB  | Sport Vlaanderen-Baloise          |
| 161-167 | TEN  | TotalEnergies                     |
| 171-177 | UXT  | Uno-X Pro Cycling Team            |
| 181-187 | BBK  | B&B Hotels-KTM                    |
| 191-197 | BCY  | BEAT Cycling                      |
| 201-206 | EVO  | EvoPro Racing                     |
| 211-217 | GDM  | Geofco-Doltcini Materiel Velo.com |
| 221-227 | MCT  | Minerva Cycling                   |
| 231-236 | GRL  | Go Sport-Roubaix Lille Métropole  |
| 241-246 | TIS  | Tarteletto-Isorex                 |

## Ordine d'arrivo (Top 10)
| Pos. | Corridore          | Squadra       | Tempo    |
| ---- | ------------------ | ------------- | -------- |
| 1    | Christophe Laporte | Jumbo         | 4h26'16" |
| 2    | Rasmus Tiller      | Uno-X         | a 3"     |
| 3    | Hugo Page          | Intermarché   | a 8"     |
| 4    | G. Van Avermaet    | AG2R          | s.t.     |
| 5    | Toms Skujiņš       | Trek          | s.t.     |
| 6    | Philippe Gilbert   | Lotto         | s.t.     |
| 7    | Dries Van Gestel   | TotalEnergies | s.t.     |
| 8    | Jake Stewart       | Groupama      | s.t.     |
| 9    | Florian Dauphin    | B&B Hotels    | s.t.     |
| 10   | Tony Gallopin      | Trek          | s.t.     |